# Майк Лінч
Майкл Річард Лінч (англ. Michael Richard Lynch; нар. 16 червня 1965, Ілфорд, Англія, Велика Британія — 19 серпня 2024) — британський підприємець у галузі інформаційних технологій, співзасновник Autonomy Corporation, Invoke Capital і Darktrace.
Здобув ступені бакалавра, доктора філософії у Кембриджському університеті, свої студентські дослідження у галузі машинного навчання використав для створення компанії з програмного забезпечення Silicon Fen, у якій став головною фігурою. У пресі його називали британським Біллом Гейтсом. 2023 року його статки оцінювали у 852 мільйони фунтів.
Після покупки 2011 року Autonomy компанія Hewlett-Packard висунула звинувачення у шахрайстві та 2019 року подала цивільний позов у Великій Британії. Більшою мірою справу вирішили переважно на користь Hewlett-Packard. 2023 року Лінча екстрадували до США для притягнення до кримінальної відповідальності. У березні 2024 року його судили в Сан-Франциско, а в червні визнали невинним за всіма пунктами. У серпні 2024 року під час святкування виправдання у судовій справі на сімейній суперяхті Bayesian, потрапив у шторм і 19 серпня судно затонуло біля узбережжя Сицилії. Лінч, його дочка-підліток і ще п'ятеро осіб загинули.

## Молодість й освіта
Народився в Ілфорді, лондонська боро Редбрідж, 16 червня 1965 року і виріс поблизу Челмсфорда в Ессексі. Його мати була медсестрою з графства Тіпперері, а батько — пожежником з графства Корк в Ірландії.
В 11 років отримав стипендію в школі Бенкрофта у Вудфорді. Згодом став провідним патроном Фонду Бенкрофта, який заснували для надання фінансової підтримки, щоб дати можливість здібним учням навчатися в школі незалежно від сімейного доходу. Вступив до Кембриджського коледжу Христа на природничі науки. Під час здобуття ступеня доктора філософії зосереджувався на штучних нейронних мережах (форма машинного навчання), дисертацію «Адаптивні методи обробки сигналів і конекціоністські моделі» писав під керівництвом Пітера Рейнера, директора з інженерних досліджень у коледжі Христа. Брав участь у дослідженні адаптивного розпізнавання образів.

## Кар'єра
Заснував свою першу компанію наприкінці 1980-х років, коли здобував докторський ступінь. Для Lynett Systems Ltd надали позику у розмірі 2000 фунтів стерлінгів. 1991 року заснував компанію Cambridge Neurodynamics, яка зосереджувалась на комп'ютерному розпізнаванні відбитків пальців. У Cambridge Neurodynamics з'явилось три відгалуження, компанії: Neurascript, яка займалася пошуком ділових документів на основі розпізнавання символів (2004 року куплена німецькою компанією Dicom); NCorp, займалася пошуком бази даних; і Autonomy, пошук неструктурованих джерел, включно з телефонними дзвінками, електронними листами та відео.
1996 року разом з Девідом Табізелем і Річардом Гонтом заснував компанію з пошукового програмного забезпечення Autonomy. З Лінчем як головним виконавчим директором компанія стала однією зі 100 найкращих публічних компаній Великої Британії та провідною компанією в Silicon Fen. У пресі Лінча називали британським Біллом Гейтсом. У жовтні 2011 року Hewlett-Packard придбала Autonomy за понад 11 мільярдів доларів (8,6 мільярда фунтів стерлінгів). Лінч отримав від продажу приблизно 800 мільйонів доларів.
Після продажу Лінч заснував фірму венчурного капіталу Invoke Capital. Однією з перших компаній, підтриманих Invoke Capital, була компанія з кібербезпеки Darktrace. Invoke Capital стала найбільшим акціонером Darktrace, а Лінч з дружиною Анджела Бакарес володіли акціями на суму майже 200 мільйонів фунтів стерлінгів. Багато співробітників Darktrace, включно з генеральним директором, перейшли з Autonomy. Лінч був членом правління до 2018 року і залишався членом консультативної ради до 2021 року. Був членом науково-технічної ради Darktrace до лютого 2023 року. Darktrace довелося протистояти сумнівам щодо власної технології, яку аналітики називали «зміїною олією».
Invoke Capital підтримувала компанію Featurespace, яка спеціалізувалася на програмному забезпеченні для виявлення та запобігання шахрайству та фінансовим злочинам. Invoke Capital інвестувала в юридичну технологічну фірму Luminance, засновану у співпраці зі Slaughter and May. Sophia Genetics, швейцарська компанія з медичних даних, також підтримувалася Invoke Capital.
Обіймав низку посад у радах і комітетах. Після звинувачення у шахрайстві у США, залишив посади урядового радника в Раді з питань науки та технологій і з комітетів Лондонського королівського товариства. Раніше був членом правління Cambridge Enterprise, Королівського ботанічного саду у К'ю, BBC, Британської бібліотеки, Nesta й Інституту Френсіса Кріка.

## Судові справи
У листопаді 2012 року Hewlett-Packard оголосила про зниження вартості активів на суму 8,8 мільярда доларів США (5,5 мільярда фунтів стерлінгів) після придбання Autonomy через «серйозні порушення в бухгалтерському обліку, помилки в розкритті інформації та її відверте спотворення», які мали місце до придбання, а також через штучно завищену вартість компанії. Лінч відкинув звинувачення. У січні 2015 року Управління Великої Британії у справах серйозних шахрайств оголосило про припинення розслідування без жодних дій через недостатність доказів щодо деяких аспектів звинувачень, але певну інформацію передали уповноваженим органам США. У листопаді 2018 року Лінча звинуватили в шахрайстві в США разом з колишнім віцепрезидентом з фінансів Autonomy Стівеном Чемберленом. Раніше того ж року колишнього фінансового директора Autonomy Сушована Хусейна визнали винним у шахрайстві в США і засудили на п'яти років ув'язнення.
У березні 2019 року Hewlett-Packard подала цивільний позов про шахрайство до Високого суду у Лондоні. У позові стверджувалося, що фінансовий директор Autonomy Сушован Хуссейн і засновник Лінч «штучно завищили звітні доходи Autonomy, зростання доходів і валову прибутковість». Справу розглядав суддя Роберт Гілд'ярд. У січні 2022 року суддя оголосив, що компанія має частково задовольнити вимоги Hewlett-Packard. Суму відшкодування мали визначити пізніше, але суддя зазначив, що вона, ймовірно, буде значно меншою за 5 мільярдів доларів, які вимагає Hewlett Packard.
Поки в Лондоні відбувався цивільний процес, американська влада домагалася екстрадиції Лінча, щоб висунути кримінальні звинувачення у змові та шахрайстві на території США. Через своїх адвокатів Лінч «рішуче відкинув всі звинувачення». Як формальність, у лютому 2020 року його заарештували звільнили під заставу у 10 мільйонів фунтів стерлінгів. Справа викликала дебати щодо роботи англо-американської угоди про екстрадицію 2003 року. П'ять колишніх міністрів Кабінету міністрів підписали лист до «Таймс», в якому виступили проти екстрадиції, а депутат Девід Девіс заявив у парламенті, що це була спроба американської влади «здійснити екстериторіальну юрисдикцію».
У липні 2021 року окружний суддя Вестмінстерського магістратського суду постановив, що Лінча можуть екстрадувати до США. Лінч подав клопотання про судовий перегляд, яке відхилив суддя Високого суду Джонатан Свіфт у січні 2022 року, а міністр внутрішніх справ Пріті Пател схвалила його екстрадицію. Під час процедури екстрадиції Лінча представляв королівський адвокат Алекс Бейлін, який стверджував, що Лінч повинен постати перед судом Великої Британії. Після невдалої апеляції у травні 2023 року Лінча доправили до США, де він перебував під домашнім арештом у Сан-Франциско в очікуванні суду.
18 березня 2024 року в Сан-Франциско відбувся суд над Лінчем і Чемберленом. Лінчу звинувачували за 16 пунктами: в шахрайстві з використання електронної пошти, шахрайстві з цінними паперами та змові, а Чемберлену висунули 15 пунктів звинувачення в шахрайстві з використанням електронної пошти та змові. Обидва заперечували вину. Суд заслуховував докази й аргументи протягом 11 тижнів, й один пункт про шахрайство з цінними паперами було знято. Обговорення журі тривало до 4 червня. 6 червня 2024 року Лінча та Чемберлена визнали невинними за всіма пунктами звинувачення. 17 серпня 2024 року Чемберлена збила машина під час бігу в Стретгемі, графство Кембриджшир і він помер.

## Особисте життя

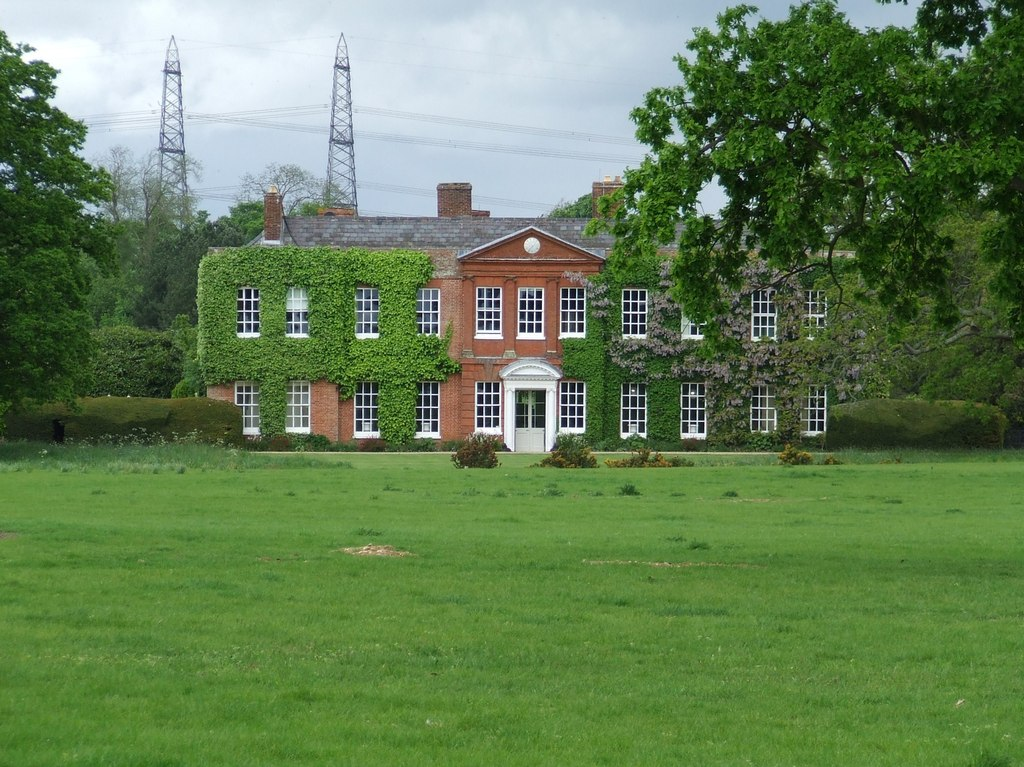
Loudham Hall у Pettistree у 2014 році

Був одружений з Анджелою Бакарес, у них було дві дочки. 2023 року відповідно до «Sunday Times Rich List» статки пари складали 852 мільйони фунтів. У «Who's Who» зазначається, що у вільний час цікавився джазовим саксофоном і збереженням рідкісних порід. Утримував стадо великої рогатої худоби Red Poll у своєму маєтку у Петістрі, Східний Саффолк.

## Загибель
Зранку 19 серпня 2024 року сімейна суперяхта Bayesian потрапила у потужний шторм близ узбережжя Сицилії біля села Портічелло, і затонуло. Це сталося під час святкування завершення судової справи, на борту перебував Лінч та ще 21 особа. Лінч, його донька Ганна, четверо гостей і член екіпажу загинули. Дружина Лінча Анджела Бакарес була серед 15 врятованих. Тіло Лінча знайшла італійська берегова охорона 22 серпня. Італійська влада почала розслідування та оголосила, що розглядає версію, зокрема, ненавмисне вбивство.

## Нагороди та відзнаки
2006 року отримав орден Британської імперії за заслуги. У червні 2008 року став дійсним членом Королівської інженерної академії. 2011 року «Computer Weekly» назвав його найвпливовішою людиною в ІТ-індустрії Великої Британії. 2014 року обраний членом Лондонського королівського товариства і став заступником лейтенанта графства Саффолк. Був почесним науковцем леді Маргарет Бофорт у коледжі Христа в Кембриджі.